# Mračnice
Mračnice jsou malá vesnice, část obce Meclov v okrese Domažlice v Plzeňském kraji. Nachází se asi dva kilometry jihovýchodně od Meclova. Je zde evidováno 19 adres. V roce 2011 zde trvale žilo 62 obyvatel.
Mračnice jsou také název katastrálního území o rozloze 2,93 km².

## Historie
První písemná zmínka o vesnici pochází z roku 1184.

## Obyvatelstvo
| Rok            | 1869 | 1880 | 1890 | 1900 | 1910 | 1921 | 1930 | 1950 | 1961 | 1970 | 1980 | 1991 | 2001 | 2011 | 2021 |
| -------------- | ---- | ---- | ---- | ---- | ---- | ---- | ---- | ---- | ---- | ---- | ---- | ---- | ---- | ---- | ---- |
| Počet obyvatel | 136  | 122  | 113  | 122  | 132  | 124  | 123  | 84   | 68   | 58   | 59   | 45   | 52   | 62   | 54   |
| Počet domů     | 21   | 21   | 21   | 21   | 25   | 24   | 25   | 23   | 23   | 13   | 13   | 13   | 14   | 17   | 16   |

## Obecní správa
Při sčítání lidu v letech 1850–1879 Mračnice byly osadou obce Mašovice v okrese Horšův Týn. V letech 1880–1959 byly samostatnou obcí v okrese Horšovský Týn (v letech 1850–1910 Horšův Týn). Od roku 1960 jsou částí obce Meclov v okrese Domažlice.

## Galerie

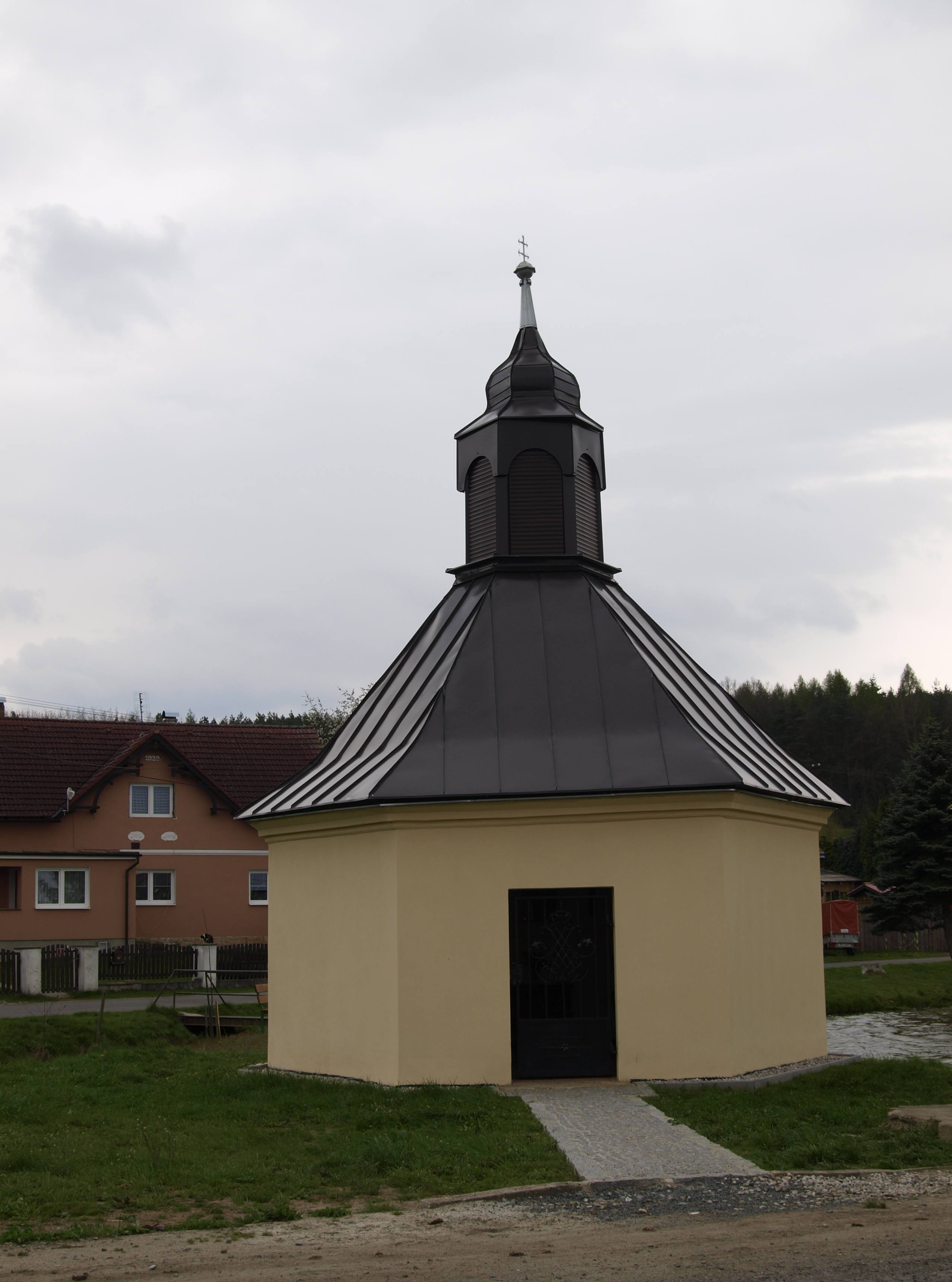
Odsvěcená a zrekonstruovaná kaple Nejsvětější Trojice z roku 1870
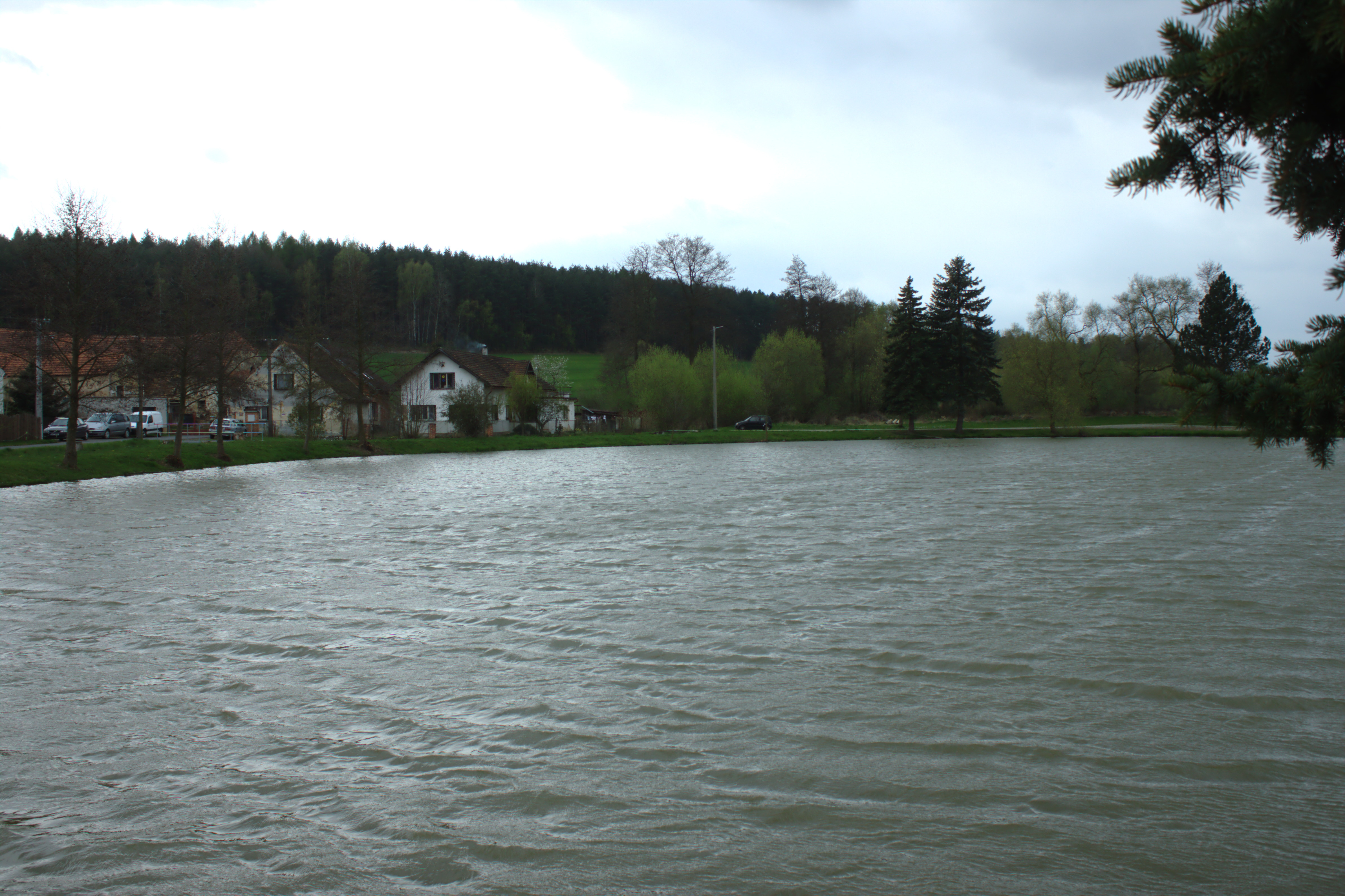
Rybník na Mračnickém potoce
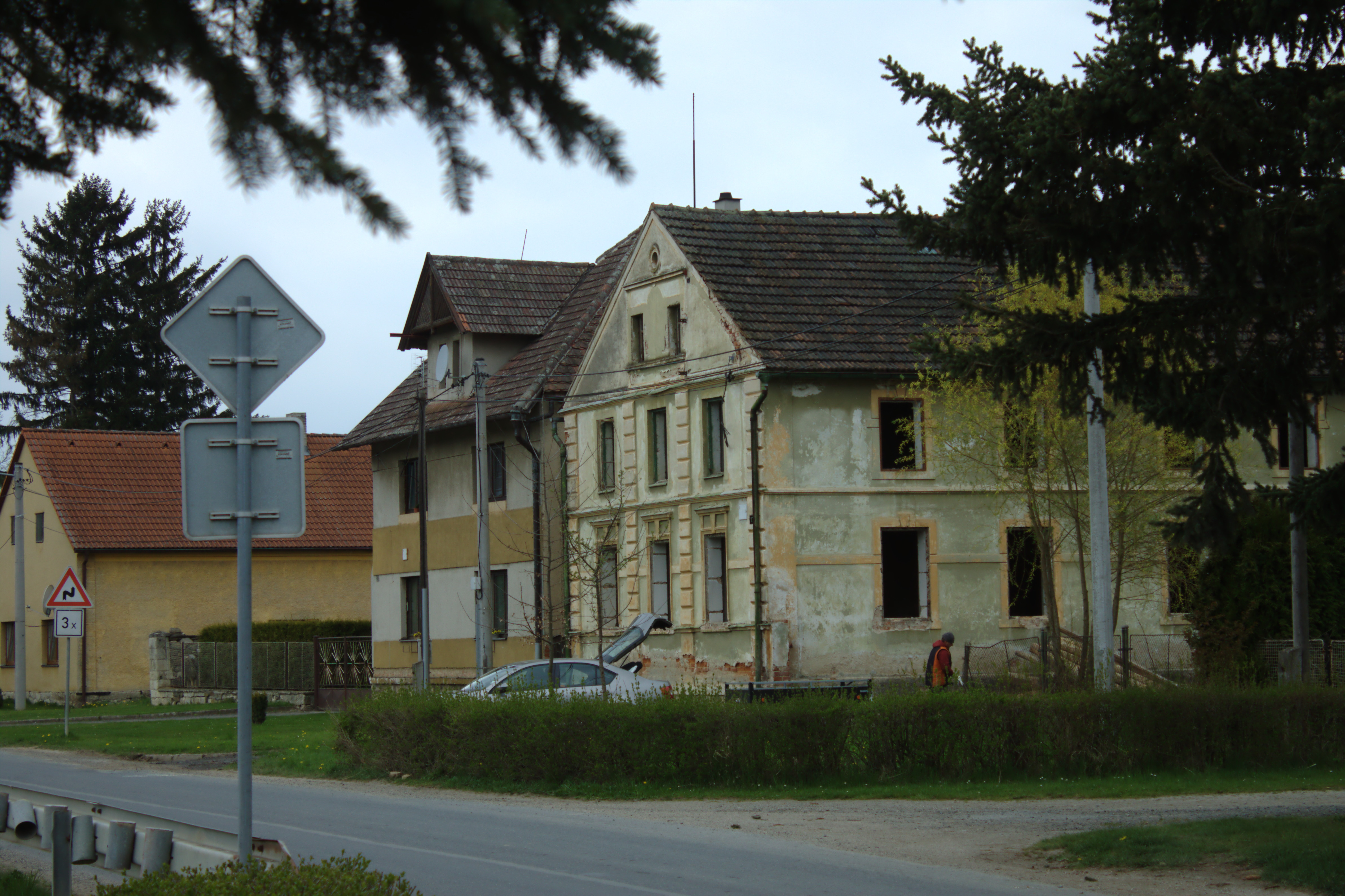
Místní domy